# 林区拉布
林区拉布是奥地利下奥地利州默德灵县的一个市镇。总面积7.15平方公里，总人口1178人，人口密度164.8人/平方公里（2005年）。